# Цифринович, Марта Владимировна
Ма́рта Влади́мировна Цифрино́вич (19 июля 1924, Москва — 15 июля 2009, Москва) — советская и российская артистка эстрады, кукловод. Заслуженная артистка РСФСР (1984), Народная артистка Российской Федерации (1996).

## Биография
Родилась 19 июля 1924 года в Москве. 23 июля 1937 года был арестован отец Марты — Владимир Ефимович Цифринович, возглавлявший трест «Союзкалий». 14 января 1938 года он был расстрелян, а уже 9 февраля 1938 года арестовали как члена семьи изменника Родины и мать Марты — Циву Марковну Цифринович. Марта стала каждый день писать письма на имя Сталина и просить его пересмотреть дело родителей. Неожиданно это возымело действие: 15 ноября 1939 года Циву Марковну освободили из Акмолинского лагеря жён изменников Родины.
В 1946 году Марта Цифринович окончила Республиканские курсы режиссёров и художников театра кукол под руководством Сергея Образцова. С 1948 года работала в Центральном доме работников искусств (ЦДРИ) руководителем детского самодеятельного театра кукол. В 1951 году стала артисткой эстрады. Вместе с художницей Екатериной Беклешевой придумала сатирический кукольный персонаж — «кандидата околовсяческих наук» Венеру Михайловну Пустомельскую. Номера с этой куклой вошли в репертуар артистки с 1955 года, с ней Цифринович выступала в разных странах мира на 13 языках. Артистка Москонцерта.
В связи с тем, что Цифринович в 2008—2009 годах передала в дар Театральному музею имени Бахрушина личный архив и коллекцию кукол, музей организовал выставку «У кукол всё как у людей: Марта Цифринович».
Умерла 15 июля 2009 года. Похоронена в Москве на Ваганьковском кладбище (23-й участок).

## Семья
- Отец — Цифринович Владимир Ефимович (1897—1938), управляющий треста «Союзкалий», репрессирован[3]
- Мать — Цифринович Цива Марковна (1898—?), была осуждена как ЧСИР[3]

## Факты
- Кукла «Кандидат околовсяческих наук Венера Михайловна Пустомельская» существует как минимум в двух экземплярах. Один хранится в Театральном музее имени А. А. Бахрушина, другой — в Театре кукол «Огниво».

## Созданные коллективы
- Любительский кукольный молодёжный эстрадный коллектив «Эксперимент» при ЦДРИ
- Профессиональная эстрадная кукольная группа «Метаморфозы»
- Боролась за учреждение общественного культурного кукольного центра-клуба «Метаморфозы»

## Награды и звания
- Народная артистка Российской Федерации (1996)
- Заслуженная артистка РСФСР (1984)
- Почётный член Международного союза деятелей театра кукол
- Лауреат международных фестивалей театров кукол
- Член Международного Союза деятелей эстрадного искусства (с момента его создания в 1988 году)